# Operação Muro de Ferro
Operação Muro de Ferro ou Operação Muralha de Ferro iniciou-se em 21 de janeiro de 2025 quando as Forças de Defesa de Israel lançaram um grande ataque a Jenin, na Cisjordânia ocupada. A operação israelense tem como alvo as Brigadas de Jenin, uma milícia palestina local, e prevista para durar vários dias. As forças israelenses declararam que os objetivos da operação são preservar sua "liberdade de ação" na Cisjordânia, neutralizar a infraestrutura militante e eliminar ameaças iminentes. Para as Forças de Defesa de Israel, a luta marca uma mudança no foco militar para a Cisjordânia e para longe da Faixa de Gaza, onde um cessar-fogo que interrompeu a Guerra Israel-Hamas foi implementado em 19 de janeiro de 2025.
O primeiro-ministro israelense Benjamin Netanyahu disse que a operação é uma ação contra o "eixo iraniano", referindo-se ao apoio iraniano aos militantes da Cisjordânia, e o ministro das finanças da extrema-direita israelense Bezalel Smotrich afirmou que marca o início de uma campanha para proteger os assentamentos israelenses na região ocupada. O ministro da defesa Israel Katz disse que representa uma mudança no plano de segurança das Forças de Defesa de Israel na Cisjordânia e foi "a primeira lição do método de ataques repetidos em Gaza".
As forças da Autoridade Palestina (AP) que conduziam sua própria operação em Jenin se retiraram de suas posições quando as Forças de Defesa de Israel começaram seu ataque na cidade. As forças israelenses provavelmente sentiram que as ações da Autoridade Palestina contra os militantes eram insuficientes e optaram por lançar sua própria incursão. No entanto, as forças da Autoridade Palestina teriam retornado a Jenin no dia seguinte para participar do ataque, em uma colaboração sem precedentes com as Forças de Defesa de Israel.

## Contexto
A operação israelense seguiu vários acontecimentos relacionados na região. Em 19 de janeiro, o cessar-fogo da guerra Israel-Hamas foi implementado, interrompendo os combates na Faixa de Gaza. Em 20 de janeiro, o presidente estadunidense Donald Trump foi empossado pela segunda vez e mais tarde emitiu uma ordem executiva revogando sanções contra alguns colonos israelenses e grupos de colonos acusados de violência antipalestina na Cisjordânia. No mesmo dia, uma multidão de colonos israelenses atacou várias cidades palestinas em protesto contra o cessar-fogo em Gaza, até ser dispersada pelas Forças de Defesa de Israel.
Especificamente em Jenin, os serviços de segurança da Autoridade Palestina estavam conduzindo uma operação contra as Brigadas de Jenin desde dezembro de 2024. Ambos os lados assinaram uma trégua em 17 de janeiro de 2025, mas o acordo fracassou e os combates recomeçaram dois dias depois. As Forças de Defesa de Israel iniciaram o seu ataque devido à operação da Autoridade Palestina ter sido considerada insuficiente, de acordo com o The Jerusalem Post.